# 中国共产党金昌市委员会
中国共产党金昌市委员会（简称中共金昌市委），是中国共产党在甘肃省金昌市的领导机关。现任市委书记是张永霞。

## 历史沿革
1981年2月，设立金昌市，由省直辖，为地级市。
1981年5月，中共甘肃省委决定成立金昌市委筹备小组。10月，成立中国共产党金昌市工作委员会（简称中共金昌市工委）。1982年7月，成立中国共产党金昌市委员会（简称中共金昌市委）。1983年10月28日至31日，召开中国共产党金昌市第一次代表大会。

## 机构设置
根据《金昌市机构改革方案》，中国共产党金昌市委员会设置下列机构：
- 中共金昌市委办公室（金昌市档案局）

职能部门
- 中共金昌市委组织部
- 中共金昌市委宣传部
- 中共金昌市委统一战线工作部
- 中共金昌市委政法委员会

办事机构
- 中共金昌市委政策研究室
- 中共金昌市委网络安全和信息化领导小组办公室
- 中共金昌市委机构编制委员会办公室
- 中共金昌市委军民融合发展委员会办公室
- 中共金昌市委巡察工作领导小组办公室
- 中共金昌市委信访局

派出机关
- 中共金昌市委直属机关工作委员会

直属事业单位
- 金昌市档案馆
- 中共金昌市委党校

## 历届组成人员
第一届
- 任期：1983年10月－1987年7月
- 书记：王如东（1983年10月－1984年11月） → 叶绍裘（1984年11月－1987年7月）
- 副书记：艾立兴（1983年10月－1984年11月）、杜西玲（1983年10月－1984年11月）、赵俊谋（1985年12月－1987年7月）、胡纯纲、张坤（1984年11月－1987年7月）
- 秘书长：

第二届
- 任期：1987年7月－1993年6月
- 书记：叶绍裘
- 副书记：赵俊谋、胡纯纲（1987年7月－1990年4月）、张坤、赵敬中（1990年5月－1993年6月）
- 秘书长：

第三届
- 任期：1993年6月－1998年7月
- 书记：赵俊谋（1993年6月－1995年8月） → 蒋延东
- 副书记：刘雁云、赵祯祥（1994年1月）、贾笑天
- 秘书长：

...
第八届
- 任期：2016年11月－
- 书记：吴明明（2016年11月－2018年1月） → 王建太（2018年1月－2019年12月）[3] → 张永霞（2019年12月－）[4]
- 副书记：杨建武、王春江（2016年11月－2017年12月）、王富民（2018年9月－2019年11月）、李盛刚（2019年12月－）
- 秘书长：吴春明（2020年1月－）